# 退耦 (宇宙学)
退耦（英語：decoupling），在宇宙学中，指各种粒子彼此脱离热平衡的时期。由于宇宙的膨胀，粒子间的平均自由程增加，相互作用频率降低，因此脱离热平衡而发生退耦。目前普遍认为大爆炸后有两种主要的退耦，分别是光子退耦和中微子退耦，且它们分别导致了宇宙微波背景辐射和宇宙中微子背景輻射。